# Lully (Vaud)
Lully es una comuna suiza del cantón de Vaud, situada en el distrito de Morges. Limita al noroeste con la comuna de Denens, al norte con Vufflens-le-Château, al noreste con Chigny, al este con Tolochenaz, al sur con Saint-Prex, y al oeste con Lussy-sur-Morges.
Hasta el 31 de diciembre de 2007 la comuna formó parte del círculo de Villars-sous-Yens.